# Ai Futaki
Ai Futaki (Kanazawa, Ishikawa, 30 de juny de 1980) és una artista i apneista japonesa.

## Biografia
Va començar a nedar als tres anys, quan la seva mare la va apuntar a classes de natació. Va estudiar la primària a una escola cristiana multicultural de la muntanya i secundària a una escola pública amb un sistema rígid. Com que allà no encaixava va decidir aprendre a explicar la realitat a la seva manera estudiant cinema documental a Cuba i Califòrnia.
El 2002, amb 22 anys, va tenir una crisi existencial i es va tancar un mes a la seva habitació. Per sortir-ne va decidir arreplegar els seus estalvis i anar a bussejar a Hondures i fer fotos i vídeos sota l'aigua. Més tard seguí fent el mateix a Mèxic. Quan es va traslladar a Tailàndia va decidir deixar el tanc d'oxigen i practicar l'apnea com una tècnica per relacionar-se amb els animals marins.
Des d'aquell moment va començar a fer-se fotos amb balenes o cocodrils. Ha fet documentals per Discovery Channel o la televisió pública del Japó NHK i xerrades TED on fa una crida a reconnectar amb l'aigua. S'ha submergit a la Gran barrera de corall australiana, les illes Wakatobi d'Indonèsia, les Seychelles, les Malives i Sipadan de Borneo.
El seu nom apareix al llibre Guiness del 2011 per ser la dona en recórrer la distància més llarga, 90 metres, a pulmó i sense aletes, un rècord que conserva. Va assolir també el rècord amb aletes, de 100 metres, que posteriorment fou superat.
Entre finals del 2019 i principis del 2020 va exposar a l'espai Raw de Madrid amb la fotògrafa Isabel Muñoz de comissària. Ai Futaki va conèixer Muñoz al Japó.